# Sony Xperia S
Sony Xperia S（日本型號：Xperia NX），是索尼於2012年發佈的旗艦手機，採用Android 2.3作業系統，是收購愛立信餘下股權後，首部以索尼品牌推出的手機。

## 硬件
手機採用4.3吋電容式觸控技術，解像度1280×720，Qualcomm Snapdragon S3 MSM8260 1.5 GHz 雙核處理器，1200萬像素後置Exmor R鏡頭，130萬像素前置鏡頭，HDMI輸出功能，內置1GB RAM、32GB 快閃記憶體儲存。設有Micro USB連接埠，並支援近場通訊（NFC）技術，可讀取八達通卡中的餘額等資料，或與另一部支援NFC功能的手機分享檔案。

## 作業系統
手機採用Android 2.3作業系統，索尼已提供Android 4.0及Android 4.1的軟件升級。手機內置Timescape UI，取得PlayStation Certified及DLNA認證。

## 其他版本
Sony Xperia SL：為Xperia S提升CPU频率以及升級藍芽版本為4.0的机型，以及加入灰色、粉紅色的機身顏色選擇。其余部件参数未有变化。

## 顏色
顏色包括：
| 顏色 | 名稱 | 英語  |
| ---- | ---- | ----- |
|      | 黑色 | Black |
|      | 白色 | White |

## 外部連結
- Xperia™ S - 索尼官方網站（页面存档备份，存于） 中文